# 桜坂りんか
桜坂 りんか（さくらざか りんか、1999年7月10日 - ）は、日本のAV女優。Wish所属。

## 略歴・人物
長野県出身。趣味・特技は、カラオケ・トランペット。
2021年10月にAVデビュー。

## 作品

### アダルトDVD
- 夢?それとも就職? 将来に悩む就活中の現役女子大4年生が好きな事に踏み出したくて思い切って中出しAVデビュー!!（10月26日、本中）
- 極イキ射精爆弾! 〜都内某所で開催されたオフパコ会場に新人AV女優を連れて凸!エグいくらいの連続絶頂大量ぶっかけ顔射!〜（12月21日、BALTAN）

- 顔出しMM号 ザ・マジックミラー Wデート中の仲良し大学生カップル限定企画 女子大生2人組がオイル素股マッサージ体験! クリトリスとチ○ポが擦れ合う気持ちよさに我慢できず2人揃ってヌルッと挿入! 彼氏たちの目の前で寝取って生中出し!!（1月4日、ディープス）
- 完全撮り下ろし 乳もみナンパ! おっぱいパワーで日本を元気にしよう!! 恥じらう赤面素人娘100人の色・形・大きさの違う生おっぱいを揉んで!触って!鷲掴み! 街行く女の子たちに交渉→即揉み! vol.09 「今ここで!?さっき出会ったばかりなのに恥ずかしい…(照)」 5時間スペシャル!!（2月1日、ディープス）
- 中出し中毒 変態ジョガー悶え受精（2月22日、豊彦）※「濱川あやめ」名義
- 羞恥! 彼氏連れ素人娘をマシンバイブでこっそり攻めまくれ! 21 素人VSマシンバイブ 激安居酒屋にマジックミラー特設スタジオを設置 令和4年お正月だヨ! 美人姉妹が酒とノリでNTRスペシャル!編（2月23日、サディスティックヴィレッジ）※「さくら」名義
- 彼氏に内緒で中出しする変態ドMセフレOL（3月4日、SUKESUKE）※「りんか」名義
- 一般男女モニタリングAV×マジックミラー便コラボ企画 勉強漬けの毎日をすごす性欲の溜まった10代の予備校生がまたがり顔面騎乗クンニで人生初の大失禁イキ!! インタビュー中にずぅーっと生クリトリスを激しくジュルジュルと舐められ膣内に舌をねじ込まれて発情してしまった禁欲中の未成年オマ○コはデカチン中出しSEXしてしまうのか!? 8（4月5日、ディープス）※「りな」名義
- 興奮確定!20代女子限定街頭ガチインタビュー! ギャルの性事情を聞いたらたくさんの黒歴史を持っていた‥お酒で直ぐ打ち解け新たな黒歴史作っちゃいました!（4月15日、ピーターズ）
- 王様ゲームで乱交しまくり! 若妻だらけの町内会は誘惑だらけ! 王様ゲームをやりたがるドスケベ若妻がハメを外し過ぎてまさかのハーレム大乱交! 4（9月27日、Hunter）
- 「そんなに溜まってるの?じゃ〜ちょっとだけだよ」 情けないボクを放っておけない女子(幼馴染、会社の同僚、バイトの同僚…)が一肌以上脱いでエロく慰めてくれた! 2（10月11日、Hunter）
- 秘密のパンチラスポットでは同じマンションのお姉さんのパンツが丸見え!と思ったらわざと?（10月11日、Hunter）

### アダルトVR
- ハメ撮りアングルで 同級生との生セックス（2022年1月28日、CASANOVA）

### ネット配信
- 家庭教師の僕は従順な巨乳生徒に孕ませ生SEXで何度もイカせてやった（2月3日、アキノリ）
- 射精しても許してくれない!! 追撃フェラで何度もヌカされたボク（2月17日、アキノリ）
- 【近親相姦ファイル】危険な三角関係 1 〜僕はお母さんとお姉ちゃんに挿れてしまいました。（4月1日、パラダイステレビ）
- 街頭シ●ウトナンパ 「あなたのパイパン見せて下さい」 ノリでSEXもお願い 4（5月27日、パラダイステレビ）
- 【個人撮影】絶世のアイドル級美少女りんかちゃん。制服のままで生ハメに中出しまで成功（10月26日、インディ）※削除済
- けつあな確定な【Vlog】男にとって都合の良すぎる理想的な美女_性欲処理の穴にされて喜ぶセフレとの情事を無断配信（11月18日、れいわしろうと）

## 出演

### YouTube
- マネージャーと大喧嘩しました。もう限界です【ドッキリ】（2022年4月23日、天然ちゃんねる）
- 【真剣勝負】負けたら脱ぎます!セクシー野球拳!（2022年5月7日、天然ちゃんねる）